# Nilosyrtis
Nilosyrtis és una característica d'albedo a la superfície de Mart, localitzada amb el sistema de coordenades planetocèntriques a 41.66 ° latitud N i 70 ° longitud E. El nom va ser aprovat per la UAI l'any 1958 i fa referència a Nilosyrtis, nom compost format per Nil i Sirte.